# Mikhaïl Gnessin
Mikhaïl Fabiànovitx Gnessin (Rostov del Don (Província de l'Exèrcit del Don, 21 de gener, 1883 - Moscou (Unió Soviètica), 5 de maig, 1957) va ser un compositor, professor, musicòleg, figura musical i pública i crític musical rus i soviètic. Artista Honorat de la RSFSR (1927). Premi Stalin de segon grau (1946). Doctor en Història de l'Art (1943). Professor (1925). Germà de Ievguénia, Ielena, Maria, Ielisaveta, Olga, Grigori Gnessin.

## Biografia
Anys de joventut a Rostov-on-Don. 1883—1901

M. F. Gnessin va néixer a la família del rabí estatal Fabian Óssipovitx Gnessin. És un representant d'una gran i meravellosa família de músics que van tenir un paper important en el desenvolupament de la música russa i l'educació musical. Des de petit, va estar envoltat de música: cinc germanes grans tocaven instruments musicals (quatre pianistes i un violinista) i es van educar a Moscou, i la seva mare era una cantant amateur. El seu germà petit, Grigori, amb qui Mikhaïl estava especialment a prop, també es va convertir en cantant.
De 1892 a 1899 va estudiar a la Real Escola Petrovski. Gnessin va rebre la seva educació musical inicial estudiant amb un dels millors professors de Rostov, que tenia les seves pròpies classes privades de música - O. O. Fritsche, amb qui va treballar durant la seva segona estada a Rostov (1913-1921), aprenent a tocar el violí i el piano. El cantor de la sinagoga, Ieleazar Guérovitx, també va tenir una influència significativa en el desenvolupament musical. Quan era nen, seguint els seus consells, Gnessin va compondre les seves primeres obres (sobretot romanços, la primera que es conserva data de 1890). Interessat per la història, la literatura i l'etnografia, Mikhaïl Gnessin es va distingir per la seva set de coneixement, convertint-se en una persona extremadament erudita en la seva joventut. Una àrea especial dels seus amplis interessos va ser l'antiguitat, principalment Grècia (un dels primers intents de composició es va associar amb la composició de música per a un text d'Èsquil)
Als 17 anys, les seves aspiracions professionals, recolzades per la seva família, estaven decidides: vol ser compositor i ve a Moscou per entrar al conservatori. No obstant això, no va ser acceptat, cosa que es va convertir en una experiència profunda per al jove. Malgrat que quatre de les seves germanes van estudiar (tres ja s'havien graduat en aquell moment) al conservatori i estaven en excel·lents relacions amb el seu director V.I. Safónov, la seva formació professional (principalment, òbviament, la competència del piano) va ser declarada insuficient per a la seva inclusió, norma percentual establerta per als jueus. Safónov el va convidar a convertir-se a la fe ortodoxa, però Mikhaïl fonamentalment no hi va estar d'acord, i finalment es va convertir en l'únic dels nou germans i germanes que va romandre en la religió jueva. Aviat va mostrar els seus romanços al famós compositor Anatoli Liàdov, professor del Conservatori de Sant Petersburg, obtenint una revisió aprovadora d'aquest i un consell per entrar sense condicions al Conservatori de Sant Petersburg.

## Estudi a Sant Petersburg i creativitat primerenca. 1901-1911
El 1901, M. Gnessin va aprovar amb èxit els exàmens i va ser admès al Conservatori de Sant Petersburg, al departament de teoria i composició. Aquí Nikolai Rimski-Kórsakov es va convertir en el seu professor principal, cosa que va resultar ser un gran èxit per al jove músic. Va admetre que la comunicació amb el gran compositor determinava els principis fonamentals de tota la seva obra posterior. Fins al final de la seva vida, Rimski-Kórsakov va romandre un ideal incondicional per a ell, i Gnessin es va mantenir fidel a la memòria i les tradicions del seu Mestre. Poc després de la mort de Rimski-Kórsakov, la vídua del compositor va escollir Gnessin per preparar i editar l'edició pòstuma del patrimoni literari. Posteriorment, va recórrer constantment a l'obra de Rimski-Kórsakov en els seus articles i va escriure el llibre "Pensaments i records sobre N. A. Rimski-Kórsakov". Durant els seus estudis al conservatori, Vladímir Nikolàievitx Drozdov, Maximilian Steinberg (gendre de Rimski-Kórsakov), així com Liubov Streicher i altres es van convertir en els seus amics íntims.
El 1905, Gnessin va participar activament en les protestes revolucionàries estudiantils, convertint-se, juntament amb Drozdov, en un dels líders de les accions que es van dur a terme al conservatori. El resultat va ser la seva detenció i posterior expulsió del conservatori. Va ser restaurat un any després.
Juntament amb el seu íntim amic V. M. Wolkenstein (la primavera i l'estiu de 1905 van viatjar junts a Itàlia [6]), M. F. Gnessin va participar en el cercle literari dels simbolistes. Tardes de poesia amb els simbolistes (visites constants a entorns literaris a la "Torre" de Vyach. Ivanov), amistat amb la família Stanyukovich, que formaven part del cercle de poetes simbolistes, posterior coneixement dels poetes més grans de l'Edat de Plata - A . Blok, Vyach. Ivanov, K. Balmont, F. Sologub, així com amb S. Parnok - tot això va resultar ser un entorn creatiu proper per al jove compositor, i el simbolisme impregna tots els primers treballs de Gnessin. Amb una perspicàcia i subtilesa poc freqüents, va musicar poemes simbolistes. Nombrosos romanços, més sovint anomenats per Gnessin "poemes en música", van marcar la formació de l'estil individual del compositor. Les composicions vocals creades sobre els textos dels simbolistes, com altres obres del període “simbolista”, representen la part més voluminosa i, potser, la més significativa de l'herència del compositor de M. Gnessin. Després del primer romanç “La gavina” aprovat per N. A. Rimski-Kórsakov al text de K. Balmont, van seguir importants opus sobre poemes simbolistes: “De la poesia moderna” op.5, “Dedicació” op.10. Molt sovint recorre a la poesia de Balmont (entre les millors creacions de Gnessin hi ha la música dels seus poemes "Air Bird", "Heavenly Dew", "She is like a Mermaid", utilitza repetidament les seves traduccions), el següent preferit, els autors són Vyacheslav Ivanov (en incloure un cicle basat en les seves cobles "La rosa parla") i Fiódor Sologub (una de les obres més originals i innovadores d'aquest període va ser "Nedotykomka" de l'op. 5). Només un romanç, però molt brillant, es va escriure als poemes d'A. Akhmatova ("Enterra, enterra'm el vent", op. 22). Diverses obres d'A. Blok (Gnessin va deixar records de les seves trobades amb el poeta) van inspirar a Gnessin a crear obres vocals de diversos tipus: obres de cambra (op. 16), i el poema "Balagan" acompanyat d'una orquestra (era interpretada amb gran èxit per K. Dorliak) i música per a la fallida representació del Teatre d'Art de Moscou "La rosa i la creu" presentada per K. S. Stanislavsky, incloses dues cançons - acompanyat d'una orquestra (“Song of Gaetan”) i un quartet de corda amb arpa (“Song of the Page Aliskan”), i un cor (“With the Maypole”). Les obres vocals solistes acompanyades d'una orquestra van ocupar un lloc significatiu en l'obra de Gnessin: a més del poema "El cuc conquistador" basat en poemes d'E. Poe traduïts per Balmont, es tracta del ditirambe simfònic "Vrubel" amb text. V. Bryusov, que va portar un gran èxit a l'autor: com un any abans, el cicle "De la poesia moderna" op.5, va ser guardonat amb el premi Glinka el 1913. Aquesta composició està inspirada en l'obra tant de M. A. Vrubel (en la memòria del qual va ser escrit) com de la seva dona, N. I. Zabela-Vrubel, a qui estan dedicats tant aquesta com altres obres vocals. Aquesta cantant destacada va interpretar de bon grat les obres de Gnessin, i la col·laboració creativa amb ella va ser la fita més important en el camí del seu compositor[9]. Mentre encara estudia al conservatori, Gnessin rep el reconeixement com un dels autors joves més brillants i, el més important, troba veritables admiradors del seu talent entre intèrprets destacats. Els impulsors constants de la seva música van ser el cantant I. A. Alchevsky, el pianista i director d'orquestra M. A. Bikhter. Van interpretar les seves composicions amb gran èxit, incloent-hi a les “Vesdes de música contemporània”, organitzades per la revista “Musical Contemporary” a Sant Petersburg, a les “Exposicions musicals” de Moscou, organitzades per M. A. Deisha-Sionitskaya. El famós pianista i director d'orquestra A. I. Ziloti també es va convertir en un "bon geni" del jove compositor, que constantment incloïa noves obres als programes dels seus concerts, tant vocals com simfònics i de cambra. A. Ziloti va interpretar l'estrena de la sonata de balada per a violoncel i piano dedicada a ell amb el violoncel·lista més gran del segle xx, P. Casals. Gràcies a Ziloti, l'editorial musical més gran de Jurgenson es va interessar per les obres de Gnessin, que va publicar immediatament tots els seus nous opus[10]. Les obres instrumentals també pertanyen a les primeres obres del compositor. Entre ells, a més de l'esmentada sonata per a violoncel, els més significatius són el fragment simfònic “From Shelley” (també va escriure música vocal als textos d'aquest poeta en la traducció de Balmont), i el quintet de piano “Rèquiem”, dedicat a la memòria de N. A. Rimski-Kórsakov. Després de la mort del seu estimat professor, va estudiar un any més a la classe de composició gratuïta d'A. K. Lyadov i es va graduar al conservatori el 1909, amb el seu nom inscrit a la placa de marbre dels graduats més destacats.
L'interès per l'antiguitat i la tragèdia grega porta Gnessin a la idea de crear un sistema especial de pronunciació musical del text, una mena d'intent de "reconstruir" el teatre grec antic (un dels intents del passat va ser la creació de "drama a música" a la Itàlia del Renaixement, que finalment va ser el naixement del gènere de l'òpera). Gnessin anomena el seu sistema "lectura musical en drama". El desenvolupament d'aquest llenguatge únic té lloc en col·laboració creativa amb Vsévolod Meierhold, que estava interessat en problemes similars durant aquest període. A l'estudi Meyerhold a Teriokki i a Sant Petersburg els anys 1908-1909 i 1912-1914 (amb llargues pauses) va estudiar amb artistes, va donar conferències i el resultat creatiu va ser la creació de música per a tres tragèdies escrites amb la tècnica de “lectura musical”: “Antígona” i “Èdip rei” de Sòfocles, “Els fenicis” Eurípides. No obstant això, V. Meierhold va aconseguir portar a terme només una producció: "Antígona" a Terioki. Aquest sistema també es va utilitzar en algunes de les altres obres de Gnessin (per exemple, el cicle "Rosarium" basat en els textos de Vyacheslav Ivanov) El 1908, Gnessin va emprendre un viatge a Grècia, complint el seu somni de llarg temps.
A Sant Petersburg va començar l'actiu treball musical, crític i científic de M. F. Gnessin. Publica molts articles a la revista "Musical Contemporary", publicada pel fill de Rimski-Kórsakov, Andrei. Entre les principals qüestions plantejades aleshores i posteriorment es trobaven els problemes de les característiques nacionals en l'art de la música, la relació entre música i paraules, el drama musical, els principis de la simfonia i molt més.

## Activitats musicals i educatives a Iekaterinodar i Rostov. 1911—1921
Gnessin veu el seu propòsit en la il·luminació. Continuant lligat a la seva ciutat natal, hi visita regularment. El 1911, Gnessin va abandonar la capital i es va traslladar a Iekaterinodar, on el seu amic A. N. Drozdov es va convertir en el director de l'escola de música IRMO. Fa classes a l'escola, realitza una àmplia tasca educativa durant un any i mig i després es trasllada a Rostov. I aquí les seves activitats tenen un abast sense precedents. Al llarg de vuit anys, va aconseguir transformar literalment la vida musical (i, en molts aspectes, la cultural general) a la ciutat. A més d'ensenyar a l'escola (on imparteix diversos cursos) i a l'Escola de Música O. O. Fritsche, Gnessin imparteix constantment conferències sobre música i història de l'antiguitat (a l'Institut Arqueològic), convida músics destacats a la ciutat (entre ells N. Zabela). - Vrubel), organitza festivals, com ara "Festas musicals en honor de N. A. Rimski-Kórsakov" el 1918, diversos festivals artístics (inclòs el "festival de la forestació") de la ciutat. Gràcies al seu esforç incansable, s'estan creant diverses aules, que porta el nom de la Biblioteca de Música. Rimski-Kórsakov (on també hi ha una sala de conferències), tres escoles de música. L'any 1920 esdevingué el primer director del conservatori, en el qual es transformà l'Escola de Música de l'IRMO, alhora que dirigia el departament de música del Departament d'Ensenyament Públic de Don. El més sorprenent és que tota aquesta brillant activitat es va dur a terme en unes condicions que semblarien simplement excloure qualsevol cosa així: durant la Primera Guerra Mundial i la Guerra Civil. A Rostov, el poder va canviar moltes vegades, però l'energia de Gnessin va convèncer tant els generals blancs com els comissaris vermells durant aquest període. Va ser gràcies al respecte i el suport que va gaudir durant aquest període que va aconseguir salvar la vida de Vsevolod Meyerhold, que va acabar en mans dels blancs l'any 1919 i va ser acusat d'espiar als bolxevics. La intercessió de Gnessin amb l'ataman de l'exèrcit del Don va contribuir a la transmissió urgent de l'ordre a Novotxerkassk de perdonar Meyerhold.
Durant aquests anys, Gnessin va continuar creant composicions basades en textos simbolistes i apareixent activament a la impremta sobre diversos temes sobre l'art musical, amb ressenyes crítiques de concerts a Rostov. La seva col·laboració amb l'estudi de Meyerhold continua. Al mateix temps, mostra cada cop més interès pel folklore jueu. Això es facilita mitjançant la comunicació amb els membres de la Societat de Música Jueva de Sant Petersburg, creada principalment pels estudiants de Rimski-Kórsakov (sota la influència de l'interès constant per la música popular que els inculca el professor) i el coneixement dels fragments supervivents. de les obres del seu propi avi, un representant de l'art del “klezmer”. El desig de submergir-se en l'estudi de les capes més antigues del folklore l'impulsa a viatjar a Palestina l'any 1914 per gravar melodies conservades en la tradició popular. Al llarg del camí, visita el major compositor armeni, Komitàs, i parla amb ell sobre els orígens dels antics cants armenis i jueus. Després de la seva estada a Palestina i Egipte, la tradició musical popular jueva, així com els textos i temes jueus, es van convertir durant molt de temps en la base nutritiva de l'obra compositiva de Gnessin. Això va començar amb "Song of the Errant Knight", un quintet per a quartet de corda i arpa, també proper al tema simbolista (el 1921, amb el mateix nom, va aparèixer una peça per a violoncel i piano, que va guanyar popularitat a diferents països i fins i tot. va impulsar músics famosos a fer els seus arranjaments). Però sobretot escriu obres vocals basades en textos de poetes jueus, tant en traduccions al rus com en yiddish, així com en poemes de poetes russos amb motius jueus. Això s'aplica a moltes obres dels anys vint: aquí també apareixen poemes de la "Cançó de les cançons" i el cicle vocal més cridaner (i alhora modern), "Повесть о рыжем Мотеле" amb paraules d'I. Utkin. El 1921, Gnessin va tornar a visitar Palestina com a estudiant del treball de les institucions musicals locals (en nom de la Societat de Música Jueva).
Amb la seva sortida definitiva de Rostov el 1921, va dubtar: si anar a Palestina, si viure a Berlín, on va passar la major part del temps durant dos anys amb la seva família, o quedar-se a Rússia. Malgrat les oportunitats disponibles a Berlín per ensenyar, publicar les seves pròpies obres i el desig de músics famosos d'interpretar-les, finalment es va traslladar a Moscou el 1923.

## Activitats pedagògiques i socials a Moscou. 1923—1935
En arribar a Moscou, Gnessin, la seva dona i el seu fill es van instal·lar en una casa a la plaça Sobachaya, on vivien les seves germanes grans des de l'any 1900 i on es trobava l'escola de música que van fundar l'any 1895 (el 1919 es va convertir en escola pública i des del 1920 oficialment). Tenia dos nivells: escola tècnica i escola infantil). Immediatament s'incorpora al negoci familiar de les germanes i es converteix en el cap del nou "departament creatiu" de l'escola tècnica, creat per formar compositors i músics teòrics. A Gnessin li apassiona l'ensenyament. No només imparteix una classe de composició, sinó que també imparteix diversos cursos de conferències que ell mateix ofereix. Organitza reunions creatives setmanals on els compositors presenten les seves noves composicions. A diferència de tota la pràctica anterior d'ensenyament de la composició, introdueix les classes de composició des de l'inici de la formació, i no després que els estudiants hagin cursat cursos teòrics. El nou principi, aplicat per primera vegada per Gnessin, es va estendre més tard a totes les institucions educatives del país. Posteriorment, ja el 1941, Gnessin va descriure la seva pràctica al llibre de text "Curs inicial de composició pràctica". Entre els alumnes de Gnessin a l'Escola Tècnica. Gnessins i havia Aram Khatxaturian, Tíkhon Khrénnikov i molts altres. I el 1932, per iniciativa seva, es van introduir classes de composició per a nens a l'escola infantil Gnessin: anteriorment, aquesta idea es considerava fonamentalment incorrecta. Tanmateix, els resultats d'aquest treball van ser més que convincents: així, compositors com Khatxaturian, Txaikovski, A. G. Txugàiev i altres provenien d'aquesta classe.
Des de 1925, també es va convertir en professor al Conservatori de Moscou. Aquí dirigeix (com a degà) una de les tres facultats existents aleshores: pedagogia, que formava tant músics acadèmics professionals com "instructors" de grups d'aficionats i treball de club, educadors i professors d'escoles no especialitzades. Amb il·lusió organitza la tasca d'aquesta facultat, força diversa pel que fa a la composició de l'alumnat i els àmbits d'actuació; contribueix activament a l'orientació educativa propera a ell en el treball dels alumnes. Les activitats de la “Facultat Pedagògica” al conservatori van provocar molta polèmica i atacs tant per part dels professors acadèmics com dels rapmovites, i Gnessin va haver de dedicar molts esforços a la lluita per la seva existència. L'any 1935, la facultat encara estava tancada. Al conservatori, també va intentar de totes les maneres possibles ampliar els horitzons dels estudiants, oferint una varietat de cursos addicionals i promovent al màxim el desenvolupament creatiu lliure dels joves.
Tanmateix, a finals de la dècada de 1920, va començar una ofensiva aguda i agressiva per part dels proletkultistes "d'esquerra" a la vida musical. Utilitzant les consignes polítiques i la demagògia de partit per als seus arguments, la RAPM (Associació Russa de Músics Proletaris) va guanyant cada cop més posicions de lideratge i comença a dictar les seves directrius tant al conservatori com a altres organitzacions. Gnessin es va comportar immediatament com un opositor obert a la RAPM i, a diferència de la majoria dels seus col·legues, no va renunciar a les seves posicions. Com a resultat, se li va declarar una guerra real: literalment tots els números de les revistes de la RAPM publicaven articles contra Gnessin, que era exposat com un "enemic de classe", "nacionalista burgès", "decadent", etc. Gnessin s'oposa obertament a aquests atacs, fent declaracions atrevides sobre temes tabú com l'"estudi del marxisme" (incloent-hi en una reunió del Comitè de Drama Tot-Comunista i a la premsa). La persecució a llarg termini va tenir greus conseqüències: Gnessin va ser suspès de la feina al conservatori i l'Escola Tècnica de Gnessin també va patir una persecució constant. No obstant això, continua mantenint una posició de principis, recorre a Lunatxarski i fins i tot escriu una carta a Stalin (aparentment, no enviada). L'any 1932, a causa d'un canvi de línia política, la RAPM va ser liquidada, i la tasca de Gnessin en ambdues institucions educatives va tornar a la normalitat, i els atacs es van aturar.
Molta feina pedagògica i social, així com la lluita forçada contra les accions agressives de Rapmovites, van afectar un debilitament important de l'activitat compositora de Gnessin. En el període postrevolucionari, el seu llenguatge canvia. A causa de les noves actituds polítiques i socials, els simbolistes van ser, de fet, prohibits, i tota la seva obra va ser declarada decadent (des de mitjans dels anys trenta, el compositor no es va dedicar gens a la música amb text, que per a ell era un rebuig a la els gèneres més fructífers per a ell mateix). "Abans de tu és un decadent de l'estàndard 96", Gnessin va començar la seva reunió amb els estudiants el 1934 amb aquestes paraules. Una pàgina tan important i més fructífera de la seva obra es va esborrar de la pràctica interpretativa. No obstant això, una sèrie d'intèrprets destacats esdevenen promotors de la seva obra: en primer lloc, això s'aplica al cantant de cambra V. Dukhovskaya i un dels pianistes més destacats del segle: Maria Iúdina, que va ser el seu apassionat admirador al tombant del 1920 - 1930. M. Yudina va transcriure una sèrie de les seves obres vocals, així com fragments simfònics per a interpretació de piano sol. La recerca d'un nou llenguatge es va manifestar de manera extremadament clara en diverses obres importants de Gnessin: el revolucionari "Monument simfònic", una encarnació sorprenent d'"accions de masses" (el treball implicava una gran orquestra simfònica amb una orquestra domra, un cor de nens i... tabalers pioners, i el completaven un cor amb paraules S. A. Yesenina); Sonata "constructivista" per a violí i piano. Una nova implementació de la col·laboració creativa amb V. Meyerhold va ser el disseny musical de la famosa actuació al GosTIM (Teatre Estatal de Meyerhold) "The Inspector General" (1926). Al final de l'actuació va sonar la música agudament grotesca "L'orquestra jueva al ball de l'alcalde" (després interpretada com a suite). Aquesta obra, que combina folklore i característiques grotesques, l'acosta en part al cicle d'estil completament diferent "Повесть о рыжем Мотеле", que també es va convertir en un assoliment important d'aquest període de creativitat. El 1927, Gnessin (després de la marxa de Yu. D. Engel) va ser escollit president de la Societat de Música Jueva de Moscou. Tanmateix, aquesta societat aviat va deixar d'existir i es va convertir en el seu darrer líder. A principis de la dècada de 1930, el tema jueu també es va mostrar indesitjable. No obstant això, els interessos del folklore continuen romanent en l'esfera dels interessos de Gnessin. Posteriorment, la seva obra dels anys 30 i 40 va utilitzar el folklore dels pobles del Caucas, la regió del Volga i l'Àsia Central. A més, això es va combinar, com sempre, amb un estudi profund de les fonts del folklore.

## Treball a Leningrad i durant l'evacuació. 1935—1944
Els últims anys de treball a Moscou van ser en gran part depressius per a Gnessin. La lluita constant per la facultat pedagògica (que finalment va culminar amb la seva liquidació), la gran càrrega administrativa i docent, la impossibilitat d'estudis de composició tranquils, així com les experiències difícils associades a la malaltia i la mort de la seva primera esposa, tot això va contribuir a que Gnessin agafés ganes de traslladar-se a Leningrad. Aquí, per invitació del seu íntim amic, cap del departament de composició del Conservatori de Leningrad M. O. Steinberg, es va convertir en professor de composició. Al principi, l'ambient respectuós i tranquil de les classes va fer molt feliç a Gnessin. Com sempre, esforçant-se apassionadament per revelar i desenvolupar el potencial creatiu dels seus estudiants el més profundament possible, per ampliar els seus horitzons tant com sigui possible, no només imparteix la seva classe de composició, sinó que també imparteix conferències, fins i tot sobre història de l'art. Durant aquest període, molts compositors talentosos van estudiar amb ell, que més tard es van mostrar molt clarament: Boris Klyuzner, A. S. Leman, Vadim Salmanov. Per a la seva satisfacció, té més temps per a la seva pròpia creativitat. La investigació científica també continua: està treballant en un llibre de text, en un llibre sobre N.A. Rimski-Kórsakov, i també estudia folklore. El 1937 va dirigir científicament una expedició a Adygea (utilitzant temes gravats allà en el seu sextet "Adygea"), el 1938-39 va participar en la creació de música per a la pel·lícula "Amangeldy", creada a Kazakhstan.
Tanmateix, el període de calma no va durar gaire. El 1937, va passar una tragèdia al seu germà petit, Grigory Gnessin, que va ser arrestat i aviat va ser afusellat. Viu un moment difícil no només amb el seu destí, sinó també amb la repressió de molts artistes que coneix bé (entre ells Vs. Meyerhold: posteriorment contribueix de totes les maneres possibles a la rehabilitació pòstuma del gran director).
I el 1941 van començar els esdeveniments militars difícils. Després d'haver aconseguit sortir de Leningrad assetjat, passa el primer hivern de guerra a Yoshkar-Ola (Marí El), on és evacuat juntament amb la seva segona dona, G. M. Vankovich, la seva mare i la seva germana. Allà treballa com a director musical d'un teatre i escriu música per a quatre funcions. A la tardor de 1942, decideix seguir el Conservatori de Leningrad a Taixkent. Allà troba el seu fill, que va arribar una mica abans, en estat greu a l'hospital. Al novembre, Fabius, el fill únic, mor als 35 anys. Gnessin està experimentant el terrible cop extremadament dur. A més, les seves condicions de vida a Taixkent són molt difícils: durant molt de temps ell i la seva dona van viure al vestíbul del Conservatori de Taixkent i no van poder aconseguir habitacions. No obstant això, el 1943 va crear el trio de piano inspirat "Памяти наших погибших детей". Aquesta obra és notable en la seva perspicacia i és un lament tant per al seu propi fill com per a tots els nens les vides dels quals es van veure truncades per la guerra. Creat per la major tensió de força mental, el Trio, interpretat tant a Taixkent com a Moscou, evoca una resposta càlida per part dels oients.

## Anys posteriors a Moscou. 1944—1957
El 1944, després de la persuasió activa de la seva germana Ielena Gnéssina, va deixar la seva feina al Conservatori de Leningrad i es va traslladar de Taixkent a Moscou, on es va convertir en el cap del departament de composició del recentment fundat Institut Pedagògic Musical Estatal (GMPI) que portava el nom de els Gnessins. Va ocupar aquest càrrec durant set anys, i la seva tasca docent aquí es distingeix per les mateixes qualitats que en institucions anteriors. No obstant això, l'any 1948, una campanya per "combatre el formalisme" va recaure sobre els compositors més grans del país. Durant aquest període, Gnessin va ocupar una posició excepcionalment noble. Parlant en diverses reunions, ell, malgrat el cor general d'acusacions i maleficis contra els "formalistes", intenta dirigir la conversa als problemes musicals, i durant un discurs al GMPI. Fins i tot Gnessinykh diu que Prokofiev i Xostakóvitx són bons compositors, i el perill el plantegen, en primer lloc, figures sense principis que canvien de posició per ordres. El mateix Gnessin no va ser acusat de formalisme, però, el seu comportament no va quedar impune. Després d'unes "enquestes" tendencioses, el treball del departament que dirigia, així com el mateix professor, es va considerar insatisfactori en termes ideològics i educatius, i es va decidir tancar-lo. Malgrat l'intent de la direcció de la Unió de Compositors, encapçalada per T. Khrennikov, així com nombroses crides d'El. F. Gnessina - el director de l'institut - a les altes autoritats, aquesta decisió havia d'entrar en vigor, i Gnessin fa un pas forçat difícil - es retira per tal de preservar el seu departament. A. I. Khachaturian, el seu alumne més destacat, és convidat a ocupar el seu lloc. Durant aquest període, la persecució constant de l'Institut Gnessin i de la família Gnessin s'intensificava constantment, i el gener de 1953 la "troika" (subdirector, secretari de la oficina del partit i cap del departament de marxisme-leninisme) de l'Institut va escriure una denúncia adreçada a Lavrenti Béria, acusant Gnessin de terribles pecats polítics (inclòs el sionisme). Segons I. Ya Ryzhkin, Gnessin esperava (i, pel que sembla, repetidament) ser arrestat, però això no va passar.

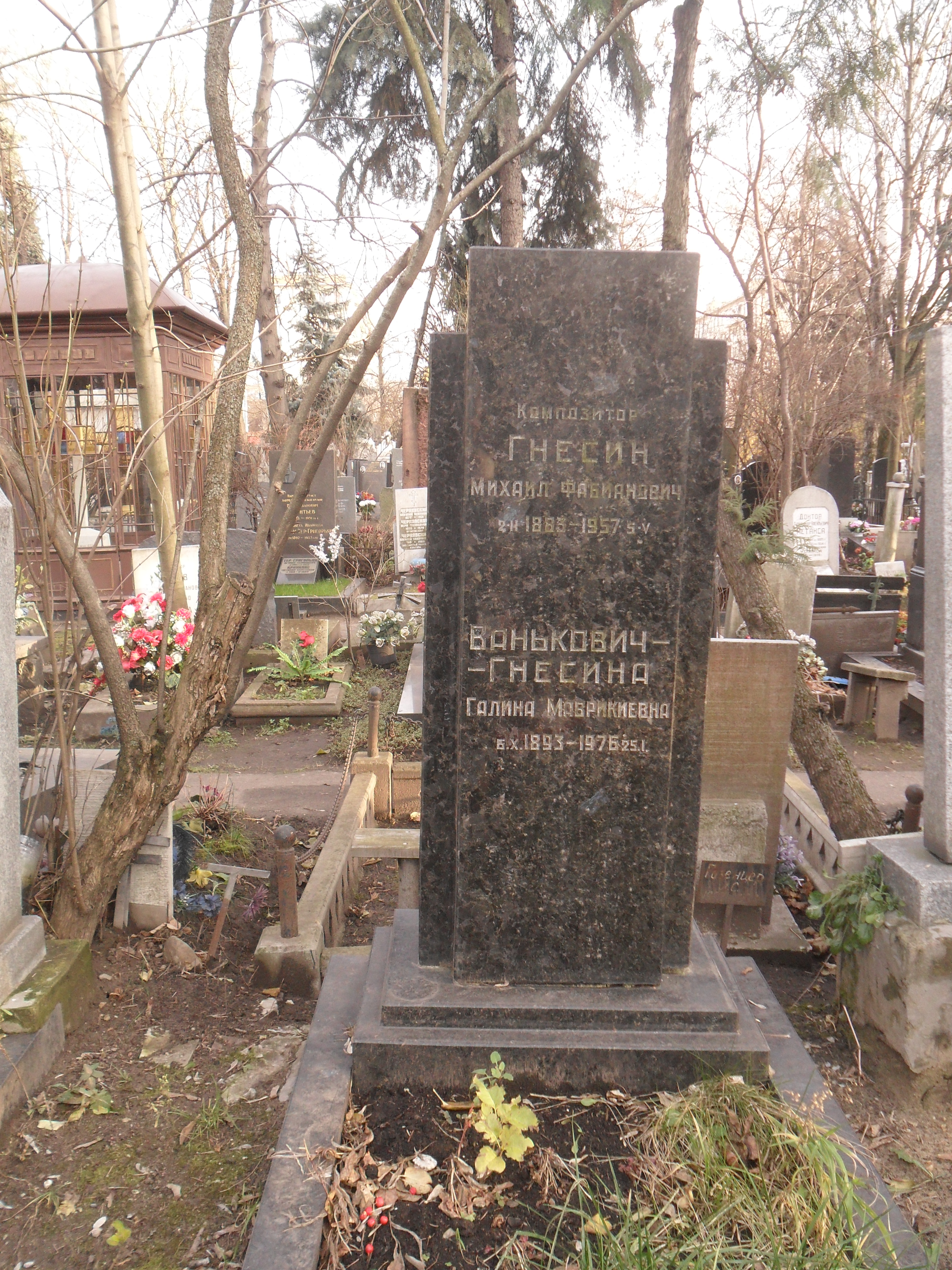
Tomba de Gnessin al cementiri de Novodevitx a Moscou

Paral·lelament, les seves dues últimes grans obres - Sonata-Fantasia per a quartet de piano i Variacions per a violoncel i piano - van tenir molt bona acollida per la comunitat musical. La Sonata de fantasia va ser guardonada amb el Premi Stalin l'any 1946, la qual cosa va suposar un alt reconeixement oficial.
Després d'haver estat obligat a retirar-se durant els últims sis anys, Gnessin continua escrivint articles que suposadament havien de compondre el seu llibre previst sobre el simfonisme rus (només una part es va publicar sota l'editorial de S. S. Skrebkov). El 1956 es va publicar el llibre "Pensaments i records de N.A. Rimski-Kórsakov". La seva música s'interpreta, però, cada cop amb menys freqüència. Després d'haver patit durant molt de temps una malaltia cardíaca, Gnessin va morir sobtadament d'un atac de cor.

## Família
Avi matern - Shaya Shmuelevich Flotzinger (Flötzinger), sobrenomenada Shaika Pfeiffer (1802-1875) - músic popular (klezmer), violinista, que vivia a Vilna. Les seves filles són la mare de Gnessin, Bella Isaevna (Beila), ur. Flotzinger (1838-1911) i les seves germanes - les ties de Gnessin Henrietta Flotzinger, Elizaveta Danishevskaya, Cecilia (Tsiliya) Kazhdan (a l'escenari de Kavedani) - van estudiar música a Vílna amb Stanisław Moniuszko. Cecilia Cavedani es va graduar al Conservatori de Sant Petersburg i va ser solista a La Scala de Milà. E. Danishevskaya és una cantant professional, graduada al Conservatori de Sant Petersburg. G. Flotzinger és un pianista professional.
La mare de Gnessin va continuar sent una cantant amateur, introduint a tots els seus fills a la música des de la infància. El 1863, es va casar amb un graduat de l'escola rabínica de Vilna, Faivish (Fabian) Osipovich (Ioselevich) Gnessin (1837-1891), el pare de Gnessin. De 1863 a 1888 va ser rabí estatal (públic) a Rostov-on-Don. En aquesta posició es va guanyar el respecte universal i va ser membre vocal de la Duma de la ciutat. Persona profundament educada i de mentalitat àmplia, va fer molts esforços per desenvolupar la vida cultural de la comunitat jueva de Rostov, i gràcies als seus esforços es va construir una sinagoga.
Germans: Alexander (1867-1942) - enginyer elèctric, va viure i va treballar a Moscou (en una empresa de bateries - l'empresa Tudor, després el fideïcomís Leninskaya Iskra).
Vladimir (1869 - 1956) - oficial (capità d'estat major), participant a les guerres russo-japoneses i de la Primera Guerra Mundial, comandant de la companyia, comandant militar de Taixkent. El 1919 va emigrar als EUA, on es va dedicar a l'agricultura.
Grigory (1884-1938) - cantant, escriptor (escriptor, poeta, traductor), actor dramàtic. La majoria de les seves activitats van tenir lloc a Sant Petersburg (Leningrad). El 1937 va ser reprimit i aviat executat.
Germanes:
Jewgenija Fabianowna Gnessina (1870?-1940) - pianista i professora. Fundador i director, professor de piano, assignatures teòriques musicals i classe de cor infantil de l'Escola de Música i de l'Escola Infantil Gnessin. Artista Honorat de la RSFSR. El seu marit - Savin Alexander Nikolaevich (1873-1923) - historiador, professor a la Universitat Estatal de Moscou.
Ielena Gnéssina (1874 [1872] - 1967) - pianista-professora, músic i personatge públic. Fundador i director permanent d'institucions educatives que porten el nom dels Gnessins: el Col·legi de Música i l'escola infantil, l'Institut i l'Escola Especial de Deu anys. Artista Honorat de la RSFSR, professor.
Marija Fabianowna Gnessina (1874-1918) - pianista i professora.
Jelisaweta Fabianowna Gnessina (1876-1953) - violinista i professora. Cap dels departaments de corda de l'Escola de Música, l'escola infantil i l'escola especial de deu anys que porta el nom dels Gnessin. El professor GMPI porta el nom. Gnessines. Artista Honorat de la RSFSR. El seu segon marit, Evgeniy Frantsevich Vitachek (1880-1946), és un violinista, fundador i guardià de la Col·lecció Estatal d'instruments d'arc, cap del Taller d'instruments d'arc del Conservatori de Moscou (ara porta el seu nom). Artista Honorat de la RSFSR, Mestre Honorat de la República. El seu fill, nebot de M. F. Gnessin - Vitachek Fabiy Evgenievich (1910-1983) - compositor, professor de la GMPI que porta el seu nom. Gnessines.
Olga Fabianowna Gnessina (1881-1963) - pianista i professora. Artista Honorat de la RSFSR. Totes les germanes van ensenyar a les institucions educatives que portaven el nom dels Gnessins al llarg de la seva vida.
Primera esposa (des de 1907): Margolina Nadezhda Tovievna (1881-1934). Filla del conseller d'estat actual, ciutadà honorari, professor T. A. Margolin. Es dedicava a les traduccions i treballava a la biblioteca. Va estudiar al Conservatori de Sant Petersburg com a cantant, i també a la Universitat de Sant Petersburg com a filòloga. El marit de la seva germana gran Jewgenija és una famosa figura revolucionària, filòsof, publicista, economista, doctor Vladímir Bazárov (Rudnev) (1874-1939).
Fill del seu primer matrimoni: Gnessin Fabiy Mikhaïlovich (1907-1942). Sempre va viure amb el seu meu pare. Va estudiar al departament de correspondència de l'Institut Politècnic de Leningrad. Tenia el talent de músic i enginyer: va inventar l'eina elèctrica. Patia una malaltia mental que li impedia realitzar qualsevol activitat.
Segona dona: Vankovich Galina Mavrikievna (1893-1976). Provenia d'una famosa família polonesa-bielorusa, entre els representants de la qual hi havia un famós artista del segle XIX i un famós escriptor del segle xx. Va estudiar al Conservatori de Moscou com a pianista (amb A. B. Goldenweiser) i músic-teòrica (inclòs amb M. F. Gnessin). Va treballar al Conservatori de Moscou, cap del departament de música de la Biblioteca, secretària del consell acadèmic. Va ensenyar harmonia i teoria musical a l'escola Gnessin. Era molt respectada pels seus companys. Tenia una enorme erudició, coneixements d'idiomes, feia traduccions, escrivia poesia i pintava.
La seva germana - Vankovich (Odarovskaya - nom artístic) Elena Mavrikievna (1898-1988) - ballarina, membre de l'estudi de ballet de Mikhaïl Mordkin, va treballar als teatres de Moscou i Kharkov. Va actuar en pel·lícules mudes. Va ensenyar ritme i dansa a moltes institucions, incloses de 1935 a 1970, a institucions educatives que portaven el nom dels Gnessins. Les seves classes per a infants eren molt populars a Moscou.

## Creació
Per conèixer la llarga obra de Gnessin aneu al seu arxiu de la Viquipèdia russa.

## Premis i títols
- Premi M.I. Glinka - per al cicle vocal “De la poesia moderna” op. 5 (1912)
- Premi M. I. Glinka - pel ditirambe simfònic "Vrubel" (1913)
- Artista honorat de la RSFSR (1927)
- Ordre de la Bandera Roja del Treball (14/02/1945)
- Premi Stalin de segon grau (Premi Estatal de l'URSS) (1946) - per a una sonata-fantasia per a piano i quartet de corda

## Estudiants (llista dels estudiants més famosos)
| - Akulov Evgeniy Alekseevich - Barkhudaryan Sergey Vasilievich - Gertxik Vera Petrovna - Golubev Evgeniy Kirillovich - Dzerjinski Ivan Ivanovich - Katz Sigismund Abramovich - Kluzner Boris Lazarevitx - Leman Albert Semenovich - Matveev Mikhail Aleksandrovich - Messner Evgeny Osipovich - Mushel Georgiy Aleksandrovich - Narimanidze Nikolay Vasilievich - Niyazi (Taghi-zade-Gadzhibekov Zulfugar ogly) - Polònia Anna Dmitrievna | - Razorenov Sergey Aleksandrovich - Rijkin Iosif Yakovlevitx - Salmanov Vadim Nikolaevich - Svetlanov Evgeniy Fedorovich - Skrebkova Olga Leonidovna - Skrebkov Sergey Sergeevich - Slonov Yuriy Mikhailovich - Ter-Gevondyan Anushavan Grigorievich - Tikhomirov Gueorgui (Yuri) Vasilivitx - Fattah Azon (Fattakhutdinov Azantin Nurtyevich) - Aram Ilitx Khatxaturian - Khrennikov Tikhon Nikolaevich - Xixakov Yuriy Nikolaevich - Iúsfin Abram Grigorievitx |

## Valoració de la creativitat
L'obra del jove Gnessin, associada al simbolisme, va obtenir reconeixement força ràpidament. Tot i que les seves noves composicions van rebre crítiques, es van publicar immediatament, van trobar intèrprets excel·lents i van aparèixer regularment a l'escenari de concerts tant a Rússia com a l'estranger. Per tant, la seva obra primerenca i més productiva pel que fa al nombre d'obres pot ser considerada força demandada pels seus contemporanis. Els crítics escriuen constantment sobre ell, i el 1927 es va publicar un fulletó separat dedicat a la seva obra (A. N. Drozdov). Amb la prohibició virtual de la poesia simbolista (amb algunes excepcions), aquestes obres van deixar de ser representades. Les obres vocals amb textos jueus (o temes jueus) també van deixar de representar-se a finals de la dècada de 1930. Es van interpretar obres instrumentals dels anys 30 i 40, però després de la mort de l'autor se'n van escoltar cada cop menys, i les anteriors gairebé es van deixar d'escoltar. El 1961 es va publicar una col·lecció d'articles i memòries dedicats a Gnessin (editor-compilador R.V. Glezer), que incloïa molts materials tant del mateix Gnessin com d'un gran nombre d'autors (aquest llibre segueix sent la publicació monogràfica més gran sobre Gnessin). Tanmateix, principalment, la música de Gnessin s'escolta a les vetllades commemoratives, en els seus aniversaris, de fet, com a obres d'un autor gairebé "oblidat". Les noves generacions d'intèrprets no estan interessats en la seva música, i les mencions individuals de la seva obra afirmen "una continuació de la línia Rimski-Kórsakov", o èxits pedagògics, o fets històrics individuals de la vida i l'obra. Del 1962 al 2008, les seves obres no han estat reeditades (algunes encara no s'han publicat). Fins avui, aproximadament la meitat de les seves obres literàries no s'han publicat.
El renaixement de l'interès per Gnessin va començar a la dècada de 1990. En primer lloc, els investigadors de la música nacional jueva hi estan interessats. A Rússia, Bielorússia i Israel, apareixen diversos articles que parlen del seu paper en la formació de la cultura musical nacional, i es representen les seves obres individuals (destaquem el projecte realitzat per la Societat de Música Jueva d'Holanda sota el lideratge del cantant Sovali, que va dur a terme concerts de la música de Gnessin a Amsterdam, Ginebra, Londres, Sant Petersburg i Moscou). Aquests estudis i publicacions continuen fins avui. Gairebé simultàniament, van aparèixer articles dedicats a les activitats socials i la posició creativa i social de Gnessin durant la lluita contra la RAPM i un període posterior. Van aparèixer les obres de E. S. Vlasova i també va dur a terme diversos projectes de concerts que van introduir la música de Gnessin. Paral·lelament, es va editar el primer CD del país, compost íntegrament per les obres instrumentals de Gnessin (obres simfòniques i de cambra, dirigides per Konstantin Krimets). Ja a principis dels anys 2000, la suite de la música a "L'inspector general" es va fer cada cop més popular i va ser interpretada per moltes orquestres. En aquest moment, van aparèixer alhora dues tesis candidates, dedicades a la "lectura musical" en teatre, desenvolupat per Gnessin en col·laboració amb Vs. Meyerhold - I. V. Krivosheeva i M. V. Arkhipova. El resultat d'un gran treball realitzat a l'Institut d'Història de l'Art (amb la participació d'I. V. Krivosheeva i de tot el departament (actual sector) per a l'estudi i la publicació del patrimoni teatral de Vs. Meyerhold) va ser la publicació de tots els materials d'arxiu disponibles. , així com notes relacionades amb el treball conjunt de Meyerhold i Gnessin (incloent "L'inspector general"). M. A. Karachevskaya, que va defensar la seva tesi sobre l'obra vocal de Gnessin, a més de moltes publicacions sobre la seva activitat creativa, va estudiar un dels períodes creatius més rics del compositor: el seu període simbolista. Poques vegades s'escolta l'herència vocal del compositor, encara que també aquí es va trencar el “silenci”. Diversos estudis de l'última dècada s'han centrat en les activitats científiques i periodístiques de Gnessin. A més, es va prestar la deguda atenció a la seva tasca educativa a Rostov i YIekaterinodar: les obres de G. Sycheva i S. Anikienko es dediquen a això, L. A. Rybalchenko, el creador i director del museu, va preparar diversos materials històrics. Escola de Música Infantil que porta el seu nom. M. F. Gnessin a Rostov del Don. Recentment s'ha reeditat (per primera vegada des de 1962) el llibre de text “Curs elemental de composició pràctica”. El llegat de Gnessin, inmerescudament poc demandat durant molts anys, està sortint gradualment de l'oblit.

## Memòria
Adreces

- Rostov del Don

El 2015 a Rostov-on-Don, per iniciativa d'un professor de l'Escola de Música de Rostov que porta el seu nom. Mikhaïl Gnessin Lyudmila Rybalchenko (i a costa de la família Rybalchenko) es va instal·lar una placa commemorativa a M. F. Gnessin amb la seva imatge retratada i el text següent a la casa 50 de Gazetny Lane: "En aquesta casa l'any 1916 vivia el compositor M. F. Gnessin, que va descobrir al seu apartament la primera biblioteca pública de música a Rostov-on-Don”.
La segona placa commemorativa de Rostov-on-Don, instal·lada el mateix any (també a costa de la família Rybalchenko) a la casa 67 del carrer Turgenevskaya, on vivia la família Gnessin a finals del segle XIX, conté el text "En aquesta casa a finals del segle XIX hi vivia una famosa família de compositors, professors, personatges públics Gnessins: Mikhaïl, Elena, Maria, Evgenia, Elizaveta, Olga, Gregori".
El 2019, un dels nous carrils del districte de Pervomaisky de Rostov-on-Don va rebre el nom de M. F. Gnessin.
Sant Petersburg

- 1908 - 13a línia de l'illa Vasilyevsky, 44, apt. 1
- 1910 - Petersburg costat, Maly Prospekt, 27, apt. 8

Iekaterinodar

- 1911 - Carrer Karasunskaya, 73 (ara 77) - locals de l'Escola de Música IRMO
- 1911-1912 - carrer Rashpilevskaya, 90 (ara 86)
- 1912-1913 - st. Borzikovskaya, 112 (ara Kommunarov St., 134)

Moscou

- 1923-1935 - Parc infantil per a gossos, 5 (la casa no ha sobreviscut)
- 1944-1951 - Bolshaya Molchanovka, 27 anys
- 1951-1957 - pl. Vosstaniya, 1, apt. 161

## Arxiu
Fundació M.F Gnessin a l'Arxiu Estatal de Literatura i Art de Rússia conté 1419 unitats d'emmagatzematge per als anys 1850-1972. D'aquests, 100 unitats d'emmagatzematge són manuscrits musicals, entre els quals els primers són romanços de la dècada de 1890, escrits per Gnessin fins i tot abans d'entrar al Conservatori de Sant Petersburg ("Wonderful City, Ancient City" segons paraules de F.N. Glinka, "From Tears" la meva...", "I jo tenia una terra natal...", "El príncep estimava la reina..." a les paraules de G. Heine, "Als camps grocs...", "El mar es balanceja..." a les paraules d'A.K. Tolstoi i altres). També s'han conservat treballs dels seus estudiants sobre contrapunt, harmonia i instrumentació de 1899 a 1908, així com quaderns amb notes musicals tosques de 1903 a 1952. A més, el fons conté manuscrits textuals de Gnessin (memòries, articles, conferències, informes, etc.), nombrosa correspondència, materials d'activitat creativa i records dels contemporanis sobre el compositor.